# Rookery Building
El Rookery Building es un edificio histórico situado en el 209 South LaSalle Street en el Loop de Chicago, Illinois, Estados Unidos. Completado en 1888 según el diseño de John Wellborn Root y Daniel Burnham de Burnham and Root, es uno de sus edificios más importantes, y albergó durante un tiempo sus oficinas. El edificio tiene 55 m de altura y doce plantas, y se considera el rascacielos más antiguo de Chicago. Tiene un estilo característico con muros de carga exteriores y una estructura de acero interior, que representó una transición entre las formas de construcción tradicionales y las modernas. El vestíbulo fue remodelado en 1905 por Frank Lloyd Wright. A partir de 1989, el vestíbulo se restauró al diseño original de Wright.
El edificio fue designado Chicago Landmark el 5 de julio de 1972, se añadió al Registro Nacional de Lugares Históricos el 17 de abril de 1970, y se nombró Monumento Histórico Nacional el 15 de mayo de 1975.

## Nombre

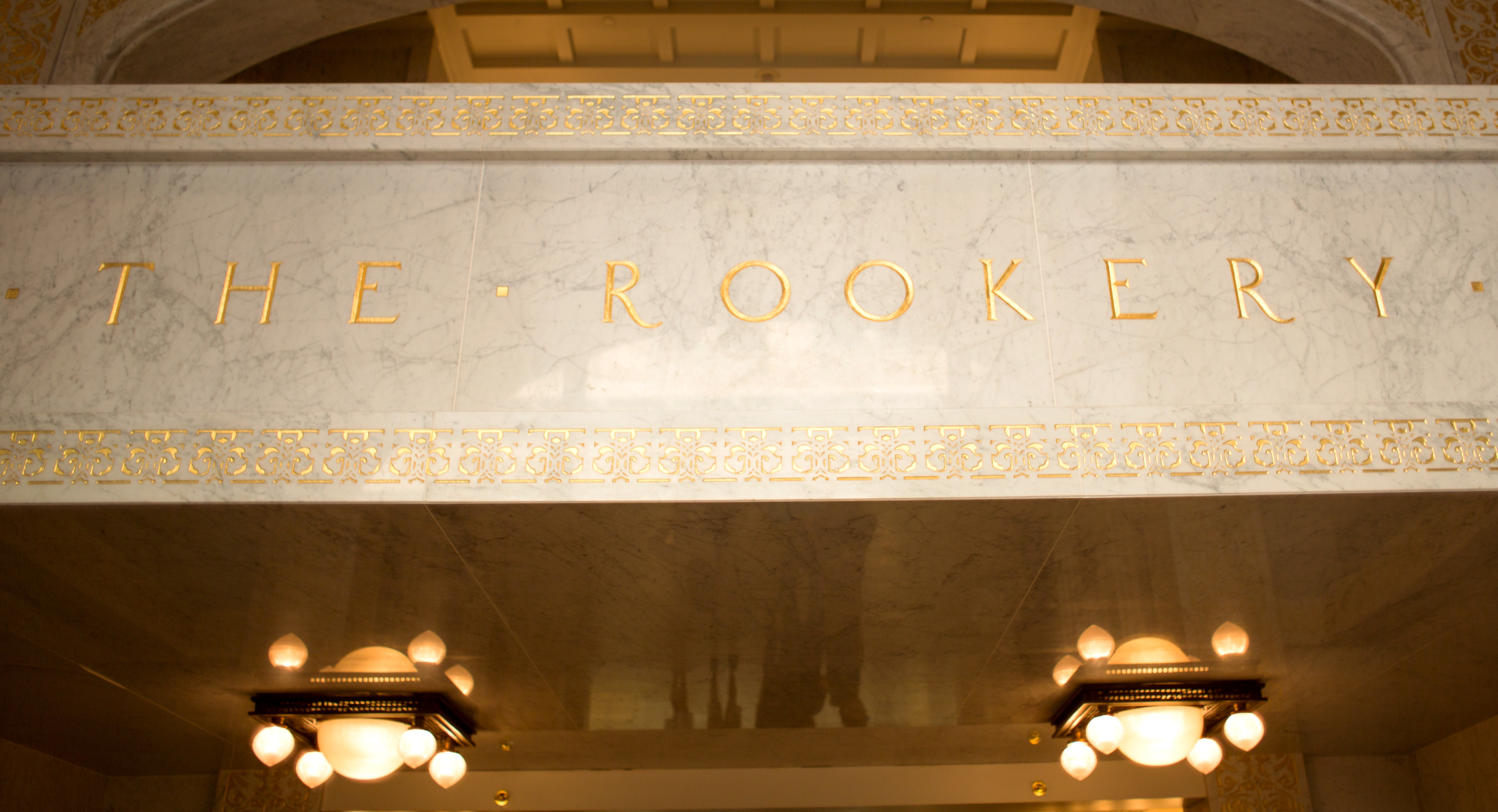
El nombre sobre la entrada.

El nombre del edificio es una alusión al antiguo Ayuntamiento, que ocupaba esta parcela antes del Rookery. Tras el Gran incendio de Chicago, se usó un edificio en ruinas en esta parcela como ayuntamiento provisional. Sin embargo, las palomas se convirtieron en tal molestia que un ciudadano empezó a referirse al edificio como a rookery, en inglés «una colonia de grajos», término que la prensa adoptó rápidamente. El edificio se apodó «the Rookery» no solo en referencia a los cuervos y palomas que habitaban sus fachadas, sino también por los sospechosos políticos que albergaba (dada la reputación de codicioso del grajo). Aunque se consideraron varios nombres cuando se propuso un nuevo edificio en la parcela, «the Rookery» ganó.

## Construcción

### Burnham & Root

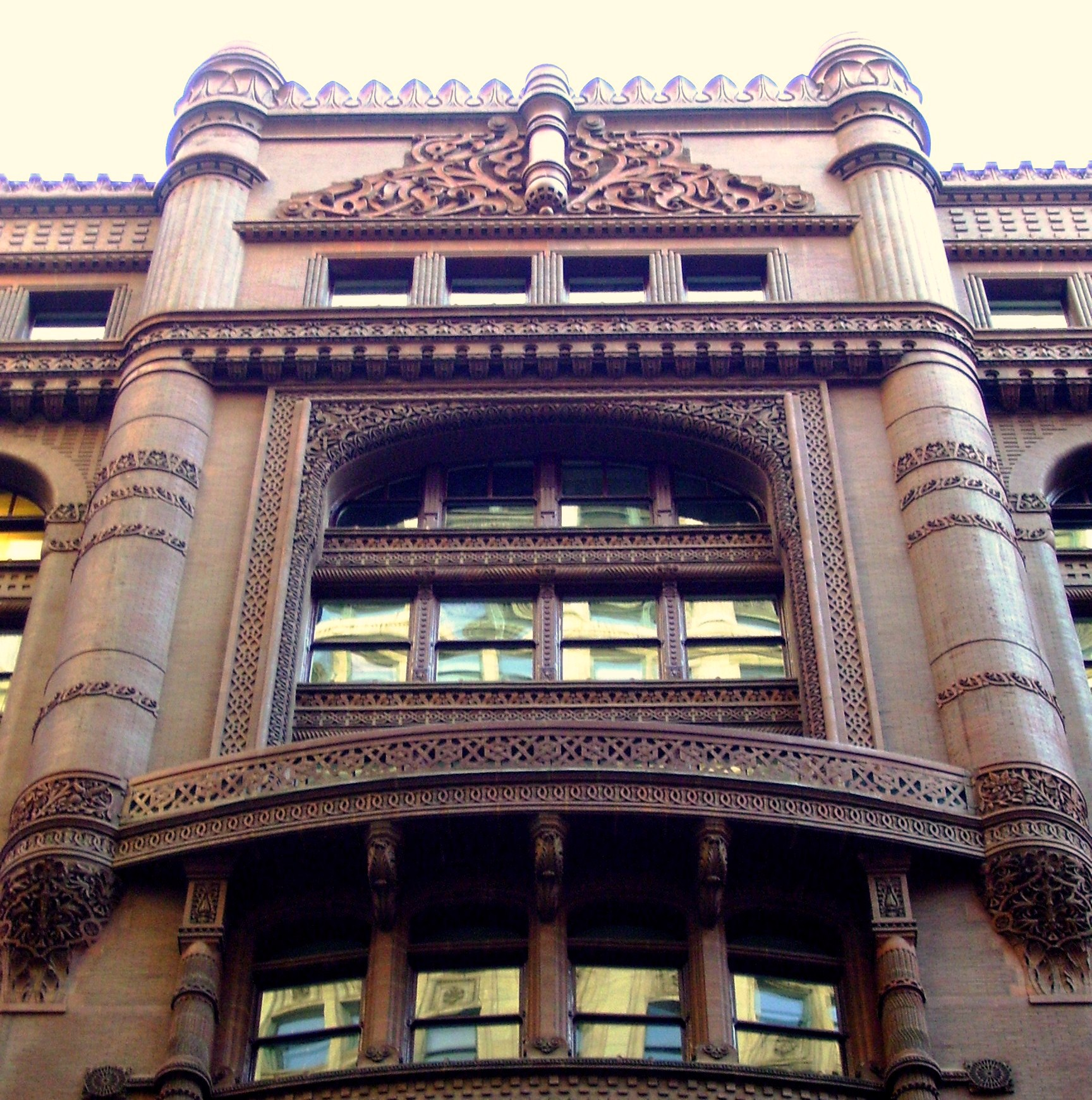
El segmento central de la fachada sobre la entrada.

El Rookery fue construido entre 1887 y 1888 según el diseño del estudio de arquitectura de Daniel H. Burnham y John Wellborn Root, conocido como Burnham and Root. En el boom inmobiliario que siguió al Gran Incendio de Chicago, los arquitectos de la que sería conocida como escuela de Chicago competían entre sí para crear los primeros rascacielos del mundo. Mezclando técnicas modernas de construcción, como estructura de acero ignífuga, ascensores y fachadas de vidrio, con técnicas tradicionales, como fachadas de ladrillos y ornamentación elaborada, Burnham and Root pretendieron crear una declaración arquitectónica atrevida. Al mismo tiempo, pretendían que sus edificios tuvieran éxito comercial. Este edificio es uno de los pocos diseñados por este estudio que se conservan en la actualidad.
Como maestro artesano, Root se basó en una gran variedad de influencias para el diseño de los espacios interiores y exteriores, incluidos motivos islámicos, bizantinos, venecianos y románicos. También proporcionó las innovaciones arquitectónicas que reunieron en un mismo edificio muchas técnicas innovadoras de construcción. De particular interés eran los cimientos «flotantes», una losa de hormigón armado que proporcionaba una sólida plataforma para el peso del edificio en el suelo pantanoso de Chicago. El término para el tipo de cimientos que Root diseñó es cimentación de parrilla, un tipo de cimentación en el que se entrecruzan barras de hierro y vigas estructurales revestidas de hormigón para soportar el enorme peso del edificio sin grandes piedras angulares. Este sistema es especialmente útil cuando las cargas estructurales son altas comparadas con la capacidad portante natural del suelo.

### Patio

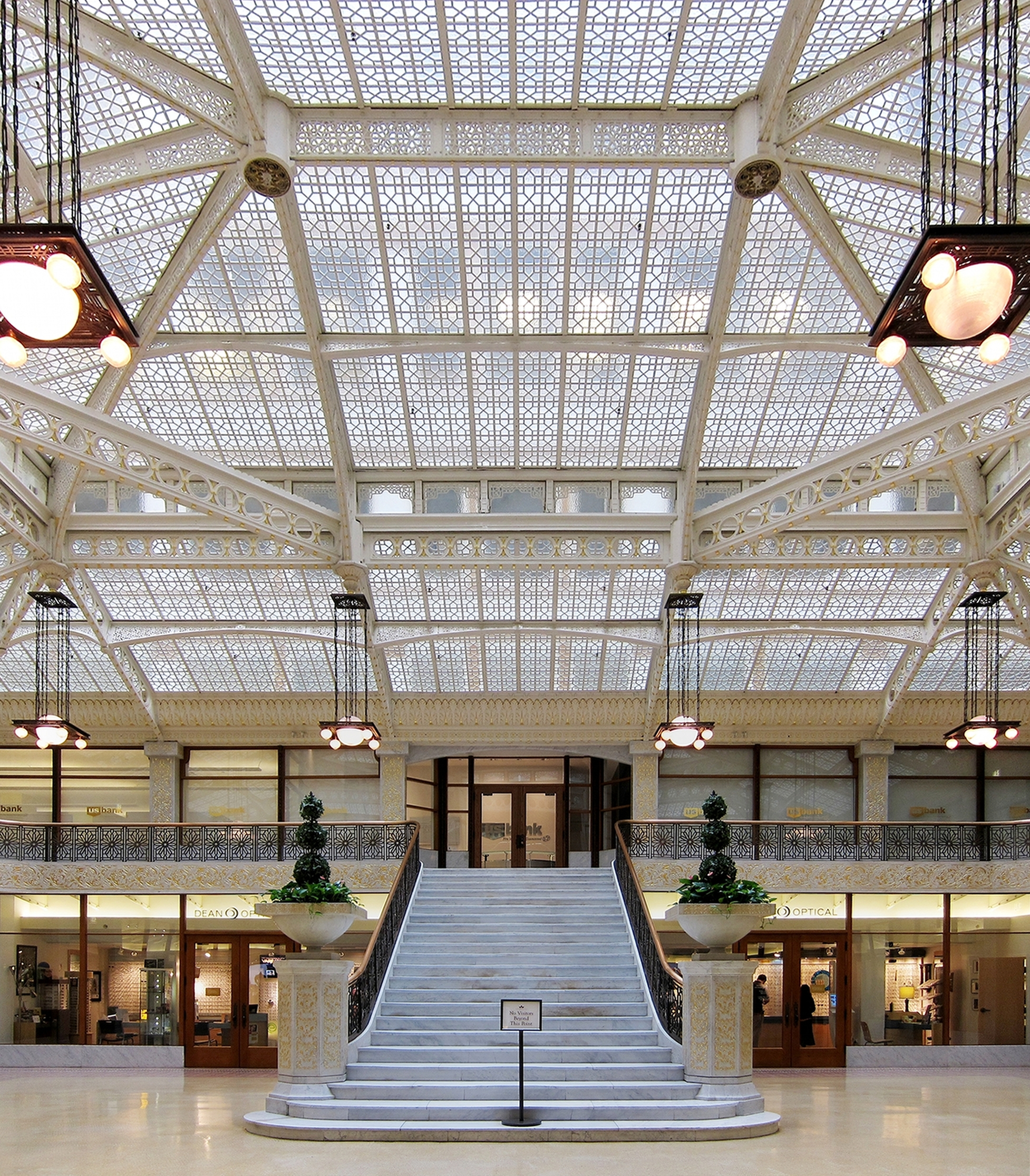
El patio del Rookery Building sirve como punto focal de todo el edificio.

Haciendo un uso prodigioso de la luz y la ornamentación, Root and Burnham diseñaron un patio central que serviría como el punto central de todo el edificio y proporcionaría luz natural a las oficinas interiores. Con dos plantas de altura, el patio recibió inmediatamente el reconocimiento de la crítica. «No hay nada más audaz, más original, ni más inspirador en la arquitectura civil moderna que su patio acristalado», escribió el crítico del Este Henry Van Brunt. En una época en la que el atrevido experimento arquitectónico de Chicago estaba buscando el reconocimiento del este para reafirmarse, esta alabanza fue más que bienvenida. El patio proporciona luz natural a las oficinas interiores.
Frank Lloyd Wright era un joven arquitecto que trabajaba como ayudante de Adler y Sullivan cuando se construyó el Rookery en 1886. El arquitecto Daniel Burnham era amigo del mecenas de Wright, Edward C. Waller. Waller fue el administrador del Rookery, mientras que Wright tuvo sus oficinas en el edificio entre 1898 y 1899. En 1905 Wright recibió el encargo de rediseñar el vestíbulo del edificio, considerado en esa época el más grandioso de Chicago. El trabajo de Wright en el Rookery remodeló la entrada en su Estilo de la Pradera y añadió un sentido de modernidad mediante su simple pero efectivo diseño de la iluminación. El trabajo de Wright en el Rookery es su único trabajo en un edificio del Downtown Chicago.
Entre las modificaciones más significativas de Wright está la adición de mármol blanco con decoraciones de estilo persa. El mármol y los detalles decorativos aumentaron el lujo del interior del vestíbulo, cargado de acero por los nervios de metal de Burnham and Root. Todo el interior es luminoso y abierto. Una escalera curva doble, muy ornamentada, se enrolla hacia arriba desde la segunda planta del vestíbulo. Un balcón que rodea toda la segunda planta aumenta la sensación de estar en el interior de un «mecanismo de relojería». La remodelación de Wright abrió el edificio a la luz disponible.

### Muros de carga y estructura de acero
La fachada de mármol rojo, terracota y ladrillo del edificio es una combinación de los estilos neorrománico y Reina Ana cercana a la arquitectura románica richardsoniana. El edificio, que es una combinación de estructura de acero y muros de carga de albañilería, marcó una transición de las estructuras de muros de carga de albañilería a las estructuras de esqueleto de acero. En su designación como Chicago Landmark, la comisión elogia el «desarrollo del sistema estructual de esqueleto usando columnas de hierro fundido, enjutas de hierro forjado y vigas de acero para soportar parcialmente paredes y forjados interiores». Aparte de los muros perimetrales de las primeras dos plantas, que tienen estructura de metal, todas las paredes son de albañilería. El edificio es conocido por su escalera semicircular al oeste del patio.

### Renovaciones
Aunque gran parte de la arquitectura del siglo XIX del Loop se ha perdido a causa de la demolición, el Rookery se ha salvado de este destino mediante una serie de renovaciones bien ejecutadas. El edificio sigue siendo un edificio de oficinas de alquiler con gran éxito comercial, como cuando se construyó.
Desde principios del siglo XX, el edificio pasó por tres renovaciones importantes. En la primera, realizada entre 1905 y 1907, se encargó a Frank Lloyd Wright remodelar los espacios interiores. En consonancia con los gustos de la época, el diseño de Wright cubrió los elaborados acabados de hierro forjado de Root con superficies de mármol de Carrara blanco tallado. Wright estaba muy bien considerado por el público en esta fecha, y sus cambios mejoraron el estatus del edificio, haciendo al Rookery uno de los edificios más solicitados de Chicago. Algunos de los otros cambios de Wright fueron simplificar las herrerías y añadir sus características jardineras y apliques luminosos.
La segunda renovación, completada el 24 de agosto de 1931 por el antiguo ayudante de Wright William Drummond, modernizó muchos elementos interiores, incluidos los ascensores, y añadió elementos del estilo de la época al edificio, como detalles de estilo art déco. La tercera renovación, en 1992, devolvió al edificio su esplendor original, reabriendo el techo del patio después de que fuera cubierto para protegerlo de posibles fugas.
Tras su compra del Rookery Building en octubre de 2007, los nuevos dueños anunciaron el proyecto de una extensa renovación de las zonas comunes del edificio.

### Inquilinos
Burnham & Root tenían sus oficinas en el Rookery durante un tiempo después de su finalización, y durante algún tiempo Frank Lloyd Wright también tuvo una oficina en el edificio. Entre los inquilinos actuales se encuentran US Bank, Brooks Brothers y TVS Partnership/Architect.

## Propiedad
El edificio fue comprado en octubre de 2007 por un grupo de inversión controlado por una familia europea, aconsejados por Zeb Bradford de Metzler North America Corp, por 73 millones de dólares. El vendedor era Broadway Real Estate Partners de Nueva York, que había comprado el edificio por 56 millones de dólares en abril de 2006. BREP aumentó la ocupación de los 26 100 m² del edificio del 80% en enero de 2007 al 96% en el momento de la venta.

## Visitas

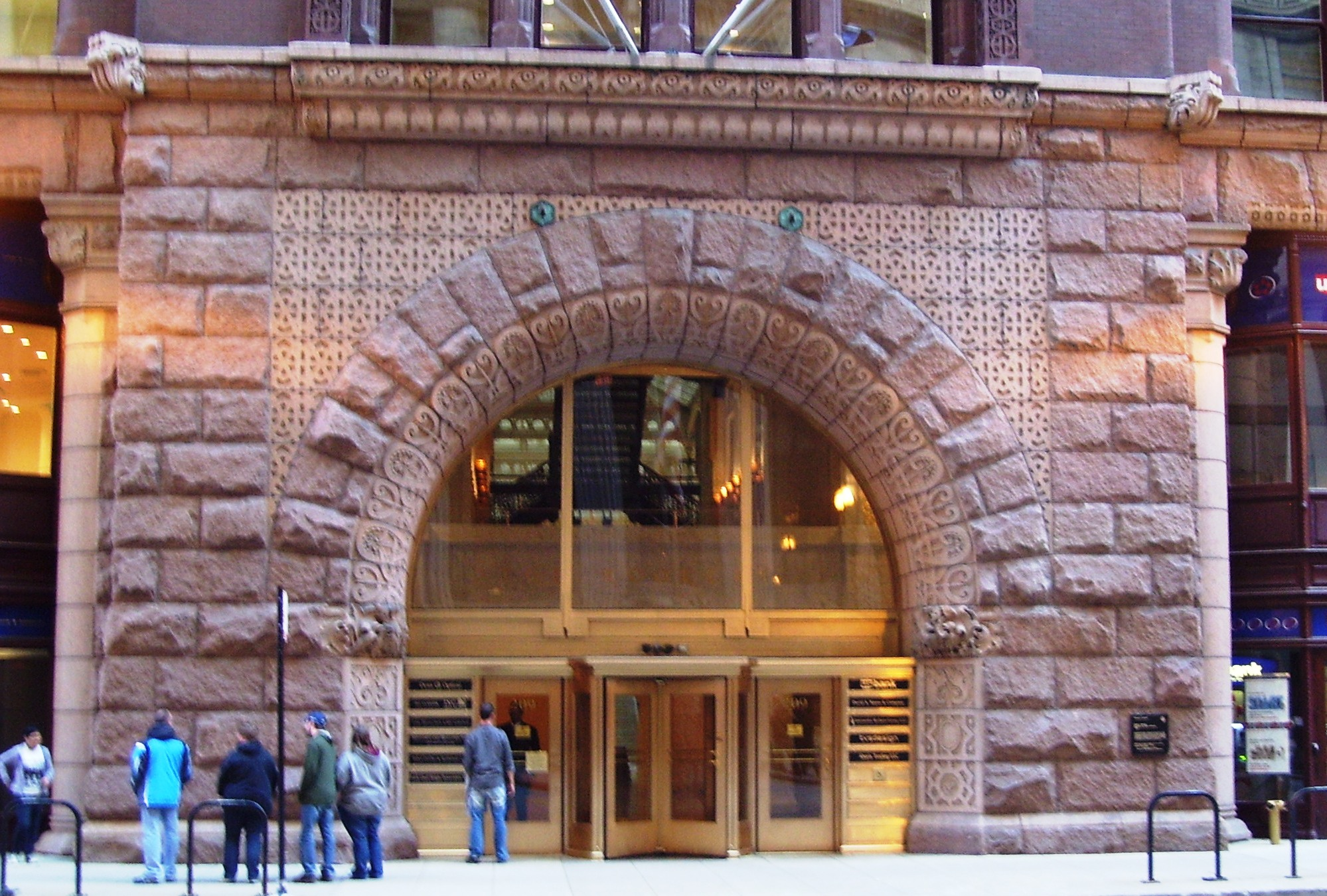
La entrada en 2011.

El Preservation Trust ofrece visitas de treinta minutos del interior los lunes y viernes al mediodía. Además, la Chicago Architecture Foundation ofrece visitas aproximadamente dos veces al mes.

## En la cultura popular
- El Rookery Building apareció en la película Home Alone 2: Lost in New York, en la que una de las plantas más bajas contiene la tienda de juguetes Duncan's Toy Chest.[15]
- El Rookery fue usado por Frank Norris en su novela The Pit, en la que contiene las oficinas del especulador financiero Curtis Jadwin.[2]
- El Rookery apareció en la película The Untouchables de 1987, en la que sirve como comisaría de policía de Eliot Ness.[16]